# Bójka przed Nową Karczmą

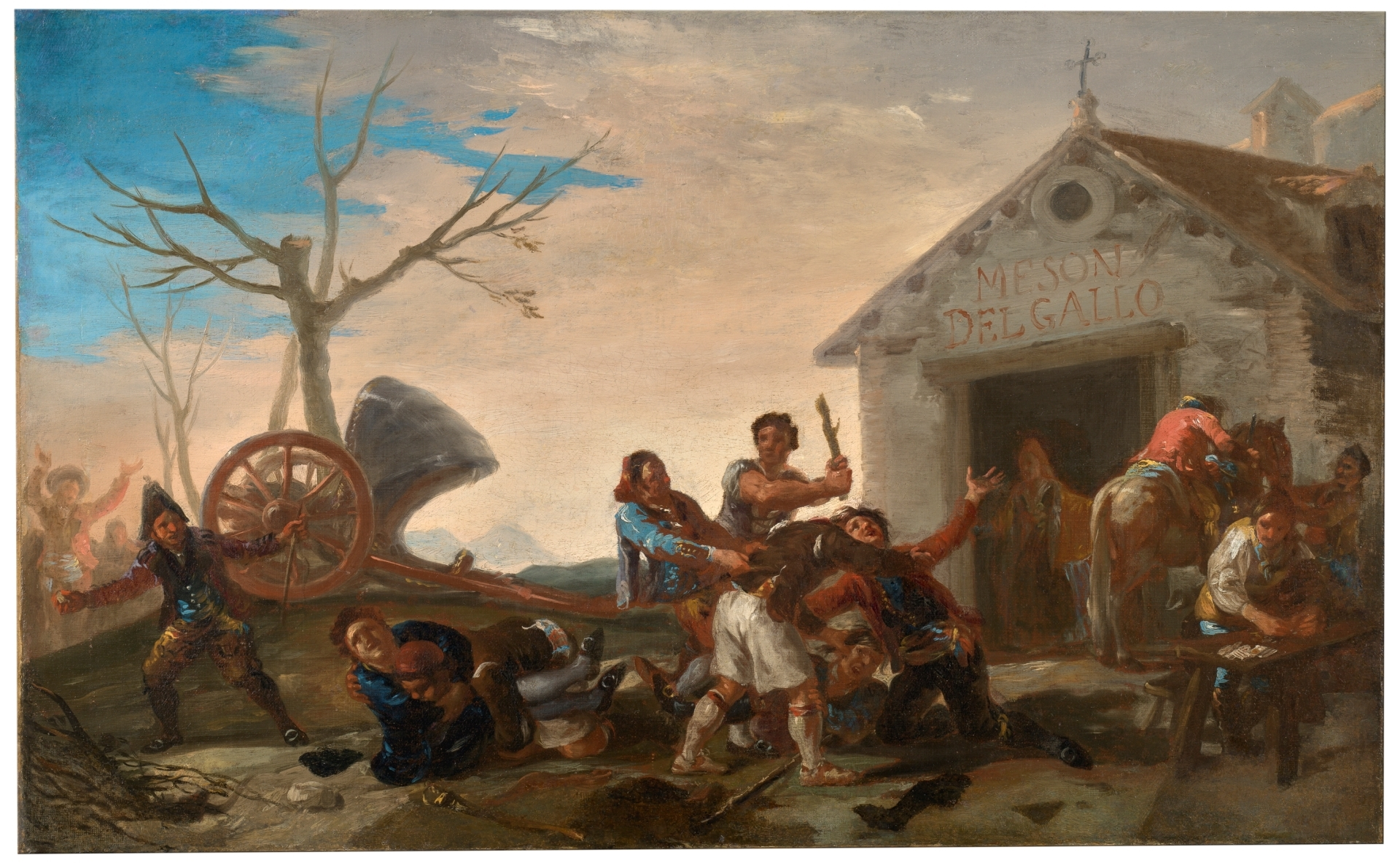
Bójka przed Karczmą pod Kogutem – szkic przygotowawczy do kartonu, 41,9 cm x 67,3 cm, Prado

Bójka przed Nową Karczmą lub Bójka przed Nową Oberżą (hiszp. La riña en la Venta Nueva) – obraz olejny hiszpańskiego malarza Francisco Goi. 

## Seriakartonów do tapiserii
To dzieło należało do serii kartonów do tapiserii – olejnych obrazów o znacznych rozmiarach przygotowywanych jako wzór dla warsztatów tkackich Królewskiej Manufaktury Tapiserii Santa Bárbara w Madrycie. Na ich podstawie tkano barwne gobeliny, które zdobiły wnętrza królewskich posiadłości. Przeznaczenie kartonów przedstawiało dla pracy malarza pewne ograniczenia, gdyż wykonany przez niego projekt musiał być odpowiednio łatwy do zastosowania w warsztacie tkackim. Obraz nie mógł przedstawiać zbyt wielu detali lub ulubionych przez Goyę przenikających się delikatnych odcieni barw.
Goya wykonał tę serię dla Karola IV (wtedy jeszcze infanta, księcia Asturii), i jego żony Marii Ludwiki Parmeńskiej, z przeznaczeniem do jadalni Królewskiego Pałacu El Pardo. Pracował nad tą serią w latach 1776–1778, a większość prac ukończył latem 1777 roku. Oprócz Bójki przed Nową Karczmą w skład serii wchodziły także: Parasolka, Podwieczorek na wsi, Spacer w Andaluzji, Pijący, Tańce w San Antonio de la Florida, Latawiec, Gracze w karty, Dzieci zrywające owoce i Dzieci nadymające pęcherz. Tematem serii były pogodne scenki rodzajowe, ukazujące hiszpańskie zwyczaje i zabawy. Goya wycenił jeden z najbardziej udanych kartonów – Parasolkę – na 500 reali (reales de vellón), a za całą serię otrzymał ich 18 000. Była to druga seria kartonów wykonana przez Goyę dla książęcej pary. Pierwsza, ukończona w 1775 roku przedstawiała motywy związane z łowami, między innymi Polowanie na przepiórki. O ile pierwsza seria opierała się na szkicach nadwornego malarza Francisco Bayeu i silnie imitowała jego styl, druga zawierała oryginalne projekty Goi i ujawniała jego rozwijający się talent malarski.

## Analiza
Goya przedstawił jedną z karczm lub zajazdów typowych dla okolic Madrytu, znanych jako ventas. Nad wejściem do obiektu widnieje napis Nowa Karczma. Zatrzymywali się tam głównie podróżujący po okolicy poganiacze i handlarze. W tle widać zarys pasma górskiego przypominający Sierra de Guadarrama. Goście karczmy wywołali bójkę, która została przedstawiona w dynamiczny sposób. Osoby biorące udział w bijatyce pochodzą z różnych regionów Hiszpanii. Woźnica, dwóch stajennych, Murcjanin i czterech poganiaczy kłócą się i biją przed karczmą na skutek waśni wywołanej podczas gry w karty. Murcjanin trzyma jedną osobę za szyję, a drugą za ucho. Jeden z poganiaczy próbuje ich rozdzielić nie widząc, że jemu samemu grozi uderzenie kijem. Dwóch mężczyzn mocuje się na ziemi, z czego jeden gryzie drugiego w ramię. Po lewej stronie woźnica ciska kamień w kierunku bijących się, a w tle za nim zbliża się postać z bronią w ręku. Po prawej stronie właściciel karczmy zbiera pieniądze z porzuconego stołu do gry, a gospodyni krzyczy stojąc w drzwiach karczmy. Obok przyjezdny zsiada z konia trzymając w ręku pistolet. Kilka osób biegnie z daleka, aby pomóc przerwać bójkę. W tle widać drzewa i odłączony wóz.
Goya zdecydował się na scenkę rodzajową zawierającą morał. Gobelin miał wisieć w jadalni książąt, dlatego chociaż scena przedstawia bójkę, nie ma w niej zbyt wiele przemocy czy agresji. Jest to szarpanina, ale nikomu nie dzieje się krzywda, nie ma śladu ran ani krwi. W rzeczywistości takie utarczki mogły być znacznie brutalniejsze i brzemienne w skutkach. Ta scena schlebiała arystokratom i przypominała im o tym, jak bardzo różnili się od prymitywnych niższych klas społecznych. Ten obraz jest również jednym z pierwszych, na których Goya decyduje się na krytykę społeczną, którą będzie w przyszłości rozwijał z coraz większym sarkazmem, tak jak na krytykującym źle dobrane małżeństwa kartonie Wesele.

## Historia obrazu
Na podstawie tego projektu powstały dwa gobeliny: pierwszy w 1779, a drugi w 1801 roku. W 1870 roku obraz został włączony do zbiorów Muzeum Prado. Zachował się również szkic przygotowawczy do tego kartonu zatytułowany Bójka przed Karczmą pod Kogutem (Riña en el mesón del gallo) – jak pierwotnie miało się nazywać to dzieło. Na podstawie takich szkiców królewska para zatwierdzała kompozycje, które artysta następnie powiększał do rozmiarów przyszłego gobelinu. Szkic został zakupiony przez Prado w 2002 roku. Pomiędzy obiema kompozycjami różnice są minimalne.